# Vlčkovce
Vlčkovce (in ungherese Farkashida, in tedesco Farkaschin o Wolfsbruck) è un comune della Slovacchia facente parte del distretto di Trnava, nella regione omonima. 
Ha dato i natali allo scultore Fraňo Štefunko (1903-1974), che fu anche autore di un opuscolo sulla storia del paese, intitolato Vlčkovce - kronika starého Farkašína ("Vlčkovce. Cronaca della vecchia Farkašín").